# Saison 7 de Black Mirror
Chronologie
Saison 6 de Black Mirror

Cet article présente les épisodes de la septième saison de la série télévisée britannique Black Mirror.

## Saison 7 (2025)

### Épisode 1:Des gens ordinaires
- France : 10 avril 2025 sur Netflix

- Chris O'Dowd (VF : Éric Aubrahn) : Mike
- Rashida Jones (VF : Julie Dumas) : Amanda
- Tracee Ellis Ross (VF : Annie Millon) : Gaynor
- Nicholas Cirillo : Shane
- Donald Sales : Kyle
- Lucy Turnbull : Eva
- Milana Wan et Tisha Sofia Hodsoni : Mickey
- Sabrina Jalees : Angie
- Carolyn Taylor : Penelope

### Épisode 2:Bête noire
- France : 10 avril 2025 sur Netflix

- Siena Kelly (VF : Aurélie Konaté) : Maria
- Rosy McEwen (VF : Garance Thénault) : Verity
- Michael Workeye : Lui-même
- Hannah Griffiths (VF : Maud Vincent): Luisa
- Ben Ashenden (VF : Tanguy Goasdoué): Nick
- Amber Grappy : Yudy

### Épisode 3:Hôtel Rêverie
- France : 10 avril 2025 sur Netflix

- Issa Rae (VF : Fily Keita) : Brandy
- Emma Corrin (VF : Barbara Probst) : Dorothy
- Harriet Walter : Judith Keyworth
- Awkwafina : Kimmy
- Enzo Cilenti : Ralph Redwell

### Épisode 4:De simples jouets
- France : 15 avril 2025 sur Netflix

- Peter Capaldi (VF : Yann Guillemot) : Cameron Walker (agé)
- Lewis Gribben (VF : Nicolas Duquesnoy) : Cameron Walker (jeune)
- Will Poulter : Colin Ritman
- James Nelson-Joyce : WPC Best
- Michele Austin : Jen Minter

### Épisode 5:Eulogie
- France : 15 avril 2025 sur Netflix

- Paul Giamatti (VF : Daniel Lafourcade): Phillip
- Patsy Ferran (VF : Alice Orsat) : La guide
- Ramesh Nair (VF : Thibaut Lacour) : Karthik

### Épisode 6:USS Callister: Au cœur d'Infinity
- France : 15 avril 2025 sur Netflix

- William Bridges
- Charlie Brooker
- Bisha K. Ali
- Bekka Bowling

- Cristin Milioti (VF : Justine Hostekint) : Nanette
- Jimmi Simpson (VF : Damien Laquet) : Walton
- Billy Magnussen (VF : Michael Marino) : Karl